# Johan II Zápolya
Johan II Sigismund Zápolya (ungerska: Zápolya János Zsigmond eller Szapolyai János Zsigmond), född 7 juli 1540 i Buda, död 14 mars 1571 i Gyulafehérvár, var en furste av Transsylvanien och kung av Ungern från 1540 till 1571 (under förmyndarskap av drottning Isabella Jagiełło 1540-1559). Han var son till Johan Zápolya.
Han var år 1568 den förste i den moderna historien i Europa som införde religionsfrihet. Vidare hjälpte han till att etablera enhetskyrkan i Transsylvanien.